# República de Venècia
La Sereníssima República de Venècia va ser una ciutat Estat i república marítima situada al nord d'Itàlia, a la riba de la mar Adriàtica, amb la ciutat de Venècia com a capital. Va existir entre el finals del segle ix fins a l'any 1797. La Serenissima es va constituir com a Estat progressivament durant l'Edat Mitjana i va esdevenir una de les principals potències econòmiques, ocupant un lloc preponderant en els intercanvis comercials entre el Mediterrani occidental i oriental. A més, amb les seves institucions oligàrquiques notablement estables durant gairebé un mil·lenni, va representar un paper polític essencial.
Fundada, segons la tradició, el 697 per Pauluci Anafest, al llarg dels seus 1.100 anys d'història es va establir com una de les principals potències comercials i navals europees. Inicialment es va estendre en una àrea coneguda com el Dogado (del vènet: ducat, un territori actualment comparable a la ciutat metropolitana de Venècia), durant la seva història es va annexionar gran part del nord-est d'Itàlia, Ístria, Dalmàcia, les costes de l'actual Montenegro i Albània, així com nombroses illes als mar Adriàtic i de la mar Jònica oriental. Durant el màxim apogeu de la seva expansió, entre els segles XIII i XVI, també va governar el Peloponès, Creta, Xipre, la majoria de les illes gregues, així com diverses ciutats i ports de la Mediterrània oriental. Com que sant Marc n'era el seu patró, també és coneguda amb el nom de Serenisima Repùblega de San Marco.
Les illes de la llacuna de Venècia al segle vii, després d'haver conegut un període d'augment substancial de la població, es van organitzar a la Venècia marítima, un ducat romà d'Orient dependent de l'exarcat de Ravenna. Amb la caiguda de l'exarcat i l'afebliment del poder romà d'Orient, va sorgir el ducat de Venècia, dirigit per un dux i establert a l'illa de Rialto; que va prosperar gràcies al comerç marítim amb l'Imperi Romà d'Orient i amb els altres estats orientals. Per tal de salvaguardar les rutes comercials de les que depenien, entre els segles IX i XI el ducat va emprendre diverses guerres, que li van assegurar el domini complet sobre l'Adriàtic. Gràcies a la seva participació en les croades, la penetració del ducat en els mercats del Mediterràni oriental es va fer cada vegada més forta i, entre els segles XII i XIII, Venècia va aconseguir estendre el seu poder a nombrosos ports i ciutats comercials orientals. La lluita per la supremacia sobre el mar Mediterrani va portar la República a la confrontació amb Gènova, que va perdurar fins al segle xiv, quan, després d'haver arriscat el seu complet col·lapse durant la Guerra de Chioggia (amb l'exèrcit i la flota genovesa estacionada dins la llacuna durant un llarg període), Venècia va aconseguir ràpidament recuperar-se de les pèrdues territorials sofertes amb la Pau de Torí de 1381 i començar l'expansió sobre la terra ferma.
L'expansió veneciana, però, va portar a la coalització de la monarquia dels Habsburg, Espanya, França i altres estats a la Lliga de Cambrai, que l'any 1509 va derrotar a la República de Venècia en la batalla d'Agnadello. Malgrat mantenir la major part de les seves possessions a la terra ferma, Venècia va sortir derrotada i l'intent d'ampliar els dominis orientals va causar una llarga sèrie de guerres contra l'Imperi Otomà, que no van acabar fins al segle XVIII amb la Pau de Passarowitz de 1718 i que va causar la pèrdua de totes les possessions a l'Egeu. Malgrat controlar encara algun centre cultural important, la República de Venècia va ser ocupada per les tropes franceses de Napoleó Bonaparte i els seus territoris van ser dividits amb la monarquia dels Habsburg, després de la ratificació del Tractat de Campo Formio.
Al llarg de la seva història, la República de Venècia es va distingir pel seu ordenament polític. Heretat de les estructures administratives romanes d'Orient anteriors, tenia com a cap de l'Estat la figura del dux, càrrec que va ser elegit des de finals del segle IX. A més del dux, l'administració de la República estava dirigida per diverses assemblees: el Maggior Consiglio, amb funcions legislatives, a les quals es van unir el Minore Consiglio, la Quarantia i el Consell dels Deu responsables en matèria judicial i el Senat.

## Orígens
Es té com a data de la fundació de Venècia l'any 421, quan els habitants de la regió, davant l'amenaça de les invasions de llombards i huns que havien destruït la capital, Aquilea, es van refugiar als aiguamolls de la desembocadura del Po, en la llacuna situada al golf, entre la península Itàlica i la balcànica, anomenat més tard precisament golf de Venècia. Les construccions d'aquesta època eren simples edificacions lacustres. A causa d'aquesta estratègica característica geogràfica, Venècia va tenir des de llavors una gran independència respecte als seus dominadors, gràcies a la barrera natural de la cadena d'illes en una llacuna profunda que impedia un atac de cavalleria o infanteria.

### Dependència de l'Imperi Romà d'Orient
Quan el general Belisari va conquerir per a l'Imperi Romà d'Orient gran part d'Itàlia al segle vi, Venècia va passar a formar part del domini d'aquest imperi, depenent administrativament de la ciutat de Ravenna, seu del poder imperial a la península Itàlica. L'exarcat de Ravenna estava dividit en ducats, i el ducat de Venècia n'era un. L'any 726, el venecià Orso Ipat va ser reconegut per l'Imperi Romà d'Orient com a dux, acceptant així l'autonomia (encara que no independència) de Venècia. No obstant això, amb la ràpida desaparició del poder romà d'Orient a Itàlia, Orso Ipat va quedar assentat definitivament com a dux de Venècia, en qualitat de governant autònom.

### Independència i expansió

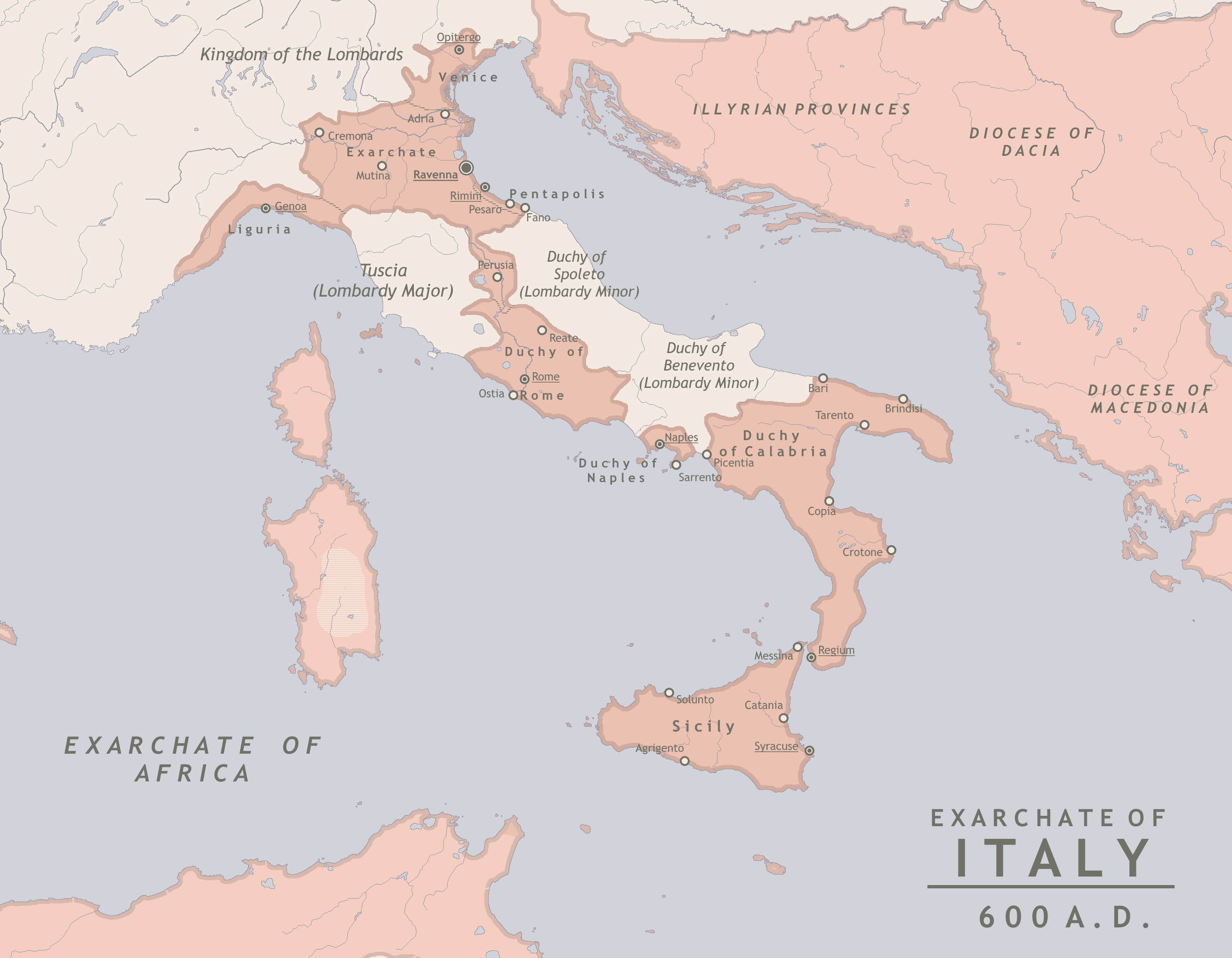
Itàlia bizantina cap al 600

A finals segle VII la província de la Venezia marittima de l'Imperi Romà d'Orient per les pressions del Regne Longobard va quedar reduïda a la regió de la Llacuna de Venècia, protegida per la seva posició geogràfica específica i pel suport marítim de la poderosa flota bizantina. La distància de Bizanci i algunes disputes polítiques a causa de la Qüestió dels Tres Capítols van provocar inicialment el naixement de dues faccions a Venècia que lluitaven entre si, alineades amb els llombards o els bizantins i l'establiment del ducat de Venècia amb les ciutats de la Llacuna de Venècia, governada per un duc elegit pels seus pars de la classe dirigent de la ciutat. Segons la tradició l'any 697 Pauluci Anafest fou nomenat primer Dux de Venècia.

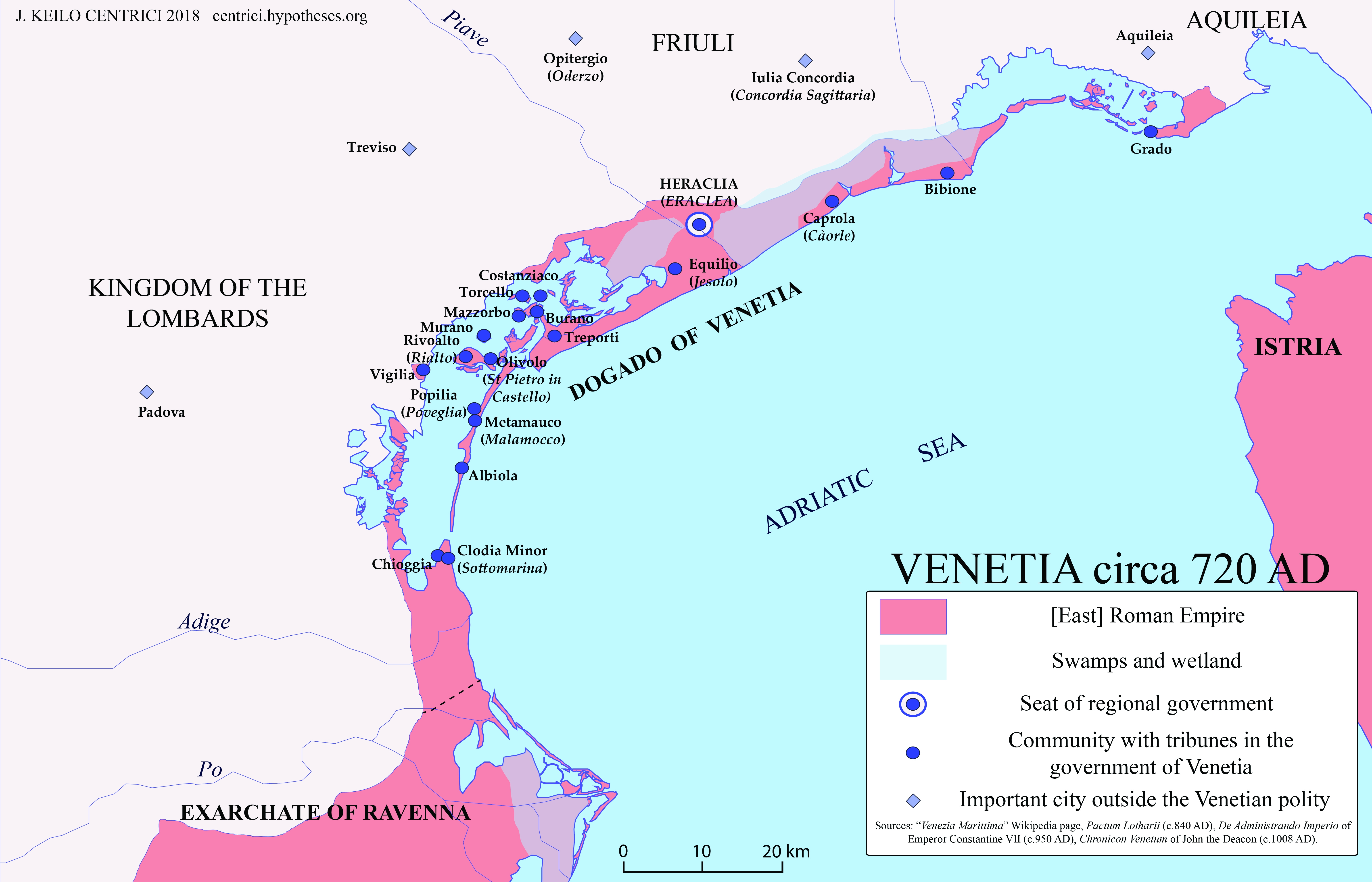
El ducat de Venècia el 720

Des de mitjan segle viii, la ciutat ni obeïa l'emperador romà d'Orient en la pràctica, ni formava part del Sacre Imperi Romanogermànic, sinó que hi establia relacions comercials com un estat sobirà; l'any 803, tots dos imperis van reconèixer la independència de facto de Venècia arribant aquesta a rebutjar en el 811 un intent d'invasió llombarda, i enviant el 841 una flota de suport a l'emperador romà d'Orient en la seva lluita contra el Califat Abbàssida. La ubicació de Venècia enmig d'una llacuna natural feia arriscat l'intent de conquerir-la, mentre l'art naval europeu en l'alta edat mitjana estava molt poc desenvolupat; precisament, van ser els venecians qui van col·laborar en el desenvolupament de la construcció nàutica per raons primordials de necessitat: amb un territori continental molt petit, la seva font de subsistència va ser el comerç a l'Adriàtic, per la qual cosa l'estímul a la navegació marítima s'havia transformat en una necessitat i alhora en font de poder.
A l'Alta Edat Mitjana, Venècia va prosperar com mai abans gràcies al control del comerç amb l'Orient i als beneficis que això suposava, expandint-se pel mar Adriàtic, aproximadament des del 991 amb el regnat de Piero II Orseolo; sota el règim, va començar l'expansió veneciana per les costes de Dalmàcia. El fet que molt pocs estats de l'època tinguessin els coneixements navals dels venecians va afavorir-los en el desenvolupament d'una flota comercial i militar molt extensa per a la seva època, que els va servir per a instal·lar llocs comercials en cada racó de la Mediterrània oriental. En realitat, com que l'expansió politicomilitar de l'Imperi Romà d'Orient es concentrava en les rutes de terra ferma, la cort de Constantinoble deixava les illes mediterrànies a l'ambició mercantil dels venecians, que les aprofitaven com a avançades comercials. L'expansió veneciana va ser tan reeixida que, a mitjan segle xi, una butlla papal va reconèixer la sobirania de Venècia sobre tota la costa oriental de l'Adriàtic.
La ubicació de Venècia al mig del mar Mediterrani li permetia un actiu paper mercantil entre l'Imperi Romà d'Orient i la resta d'Europa; a més, la seva ubicació a l'extrem nord de l'Adriàtic la defensava d'atacs marítims a causa del seu domini militar sobre Dalmàcia; aquestes circumstàncies van augmentar el poder venecià en una època en què les flotes comercials en el Mediterrani eren rares.
Un altre factor clau en va ser la tolerància religiosa i social dels venecians cap als jueus i musulmans; és, de fet, aquesta tolerància dels venecians en matèria religiosa el que els va permetre comerciar lliurement amb els estats islàmics del nord d'Àfrica, servint de valuosos intermediaris entre aquests i Europa. Paral·lelament, es permetia lliurement l'assentament de comerciants jueus a la ciutat, consentint a aquests exercir el comerç i la indústria lliurement, a més de beneficiar-se de les xarxes de contactes perquè les comunitats jueves d'Europa lluitaven per preservar.

### Apogeu de la República

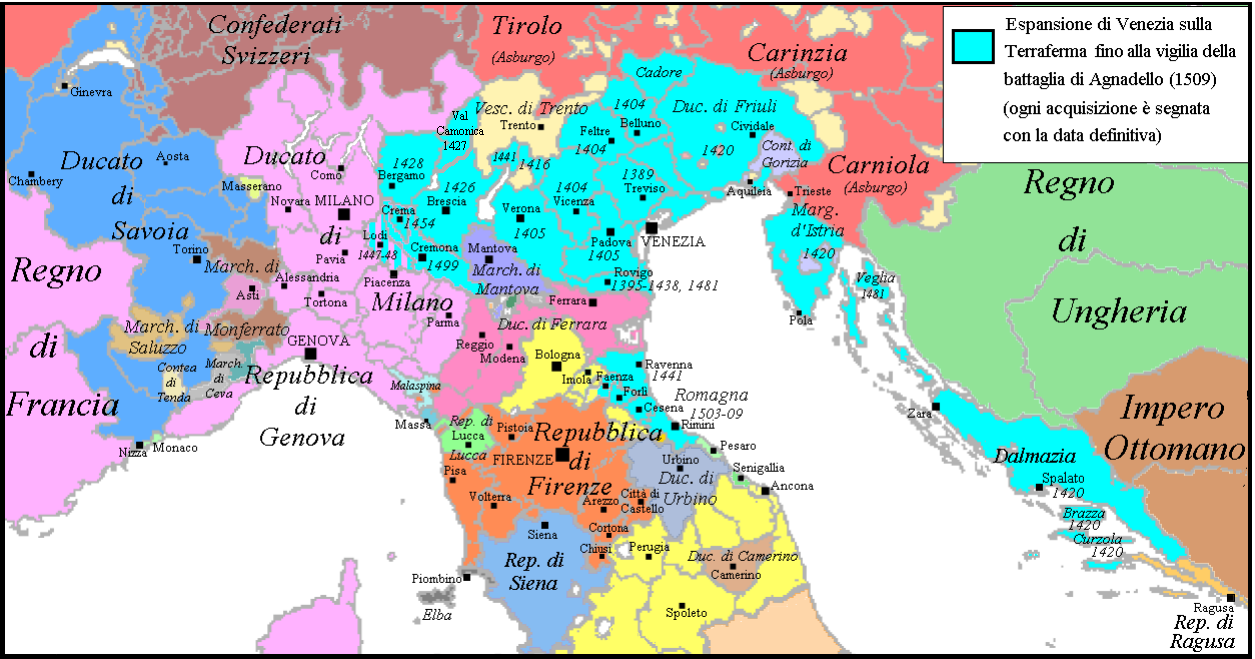
La República de Venècia amb els seus territoris de Terraferma

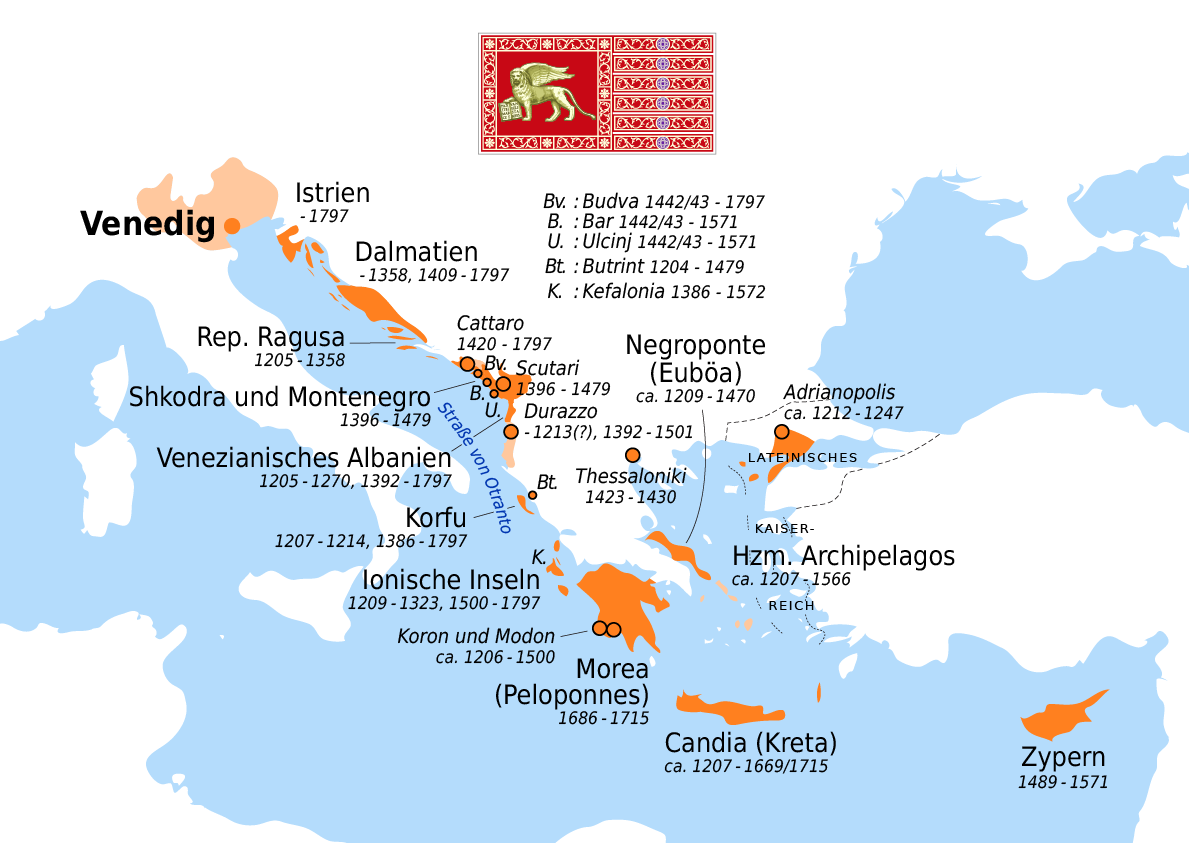
La República de Venècia (taronja) amb els seus territoris als segles i

Després de l'any 1100, Venècia era ja una gran potència mediterrània, fins al punt que podia oferir els seus serveis com a flota naval al mateix Imperi Romà d'Orient i guanyar, gràcies a això, privilegis comercials excepcionals a Constantinoble, el centre comercial d'Europa en aquests anys. El rol intermediari dels venecians els va permetre exercir un control gairebé total sobre els intercanvis comercials europeus amb l'Orient Mitjà, mentre que els regnes musulmans de la Mediterrània recorrien també a Venècia com a intermediari comercial amb la resta d'Europa. La República veneciana, més interessada en el comerç que en l'expansió religiosa o militar, apareixia com l'intermediari mercantil ideal per als regnes mediterranis de qualsevol religió a partir del segle xii.
La flota veneciana construïda per a la Quarta Croada, pel seu poder i grans dimensions, va ser determinant per al saqueig de Constantinoble el 1204, i accelerà amb aquest fet la decadència de l'Imperi Romà d'Orient. Després de la captura de Constantinoble i la dissolució de l'Imperi Romà d'Orient el 1204, els croats victoriosos es van repartir els territoris romans entre ells i establint l'Imperi Llatí. Segons la Partitio terrarum imperii Romaniae acordada entre els líders croats i la República de Venècia, que havia finançat la croada, el territori del Peloponès pertocava als venecians, els quals només van mostrar interès a ocupar unes poques ciutats portuàries. i Guillem de Champlitte, amb un petit exèrcit format només per uns cent cavallers i uns cinc-cents soldats, va conquerir la part nord de la regió, fins a derrotar Miquel I Ducas del Despotat de l'Epir a la batalla del camp d'oliveres el 1205, i els croats van ocupar la resta del Peloponès establint el Principat d'Acaia tret del petit territori que controlava Lleó Esgur a la fortalesa de l'Acrocorint, on va quedar assetjat, amb Argos i Nàuplia.
La República de Venècia i el principat d'Acaia van acordar el juny 1209 pel tractat de Sapienza la partició del Peloponès, reconeixent Villehardouin en possessió de tota la península tret de les fortaleses de Modó i Coró, que van passar a estar sota control venecià, i va assegurar privilegis comercials i fiscals al Principat.
Venècia va aconseguir annexionar Creta i Eubea expandint encara més el seu poder i riquesa, i arribaren les flotes comercials venecianes a instal·lar llocs comercials fins al mar Negre, a l'actual costa de Crimea; aquesta expansió cap a territoris del Rus de Kíev va permetre als comerciants venecians arribar als punts més occidentals del comerç asiàtic, guanyant accés als productes traficats per la ruta de la Seda des de la Xina. Tal avantatge comercial, inexistent per a altres estats europeus, va ser explotat excel·lentment pels venecians.
L'expansionisme de Verona va acabar per molestar la República de Venècia, que va formar una Lliga Antiscaligera amb la República de Florència, a la qual es van unir el Ducat de Milà, Màntua i Ferrara el 1337. El conflicte es va acabar el 24 de gener de 1339 amb el tractat de pau mediat per Lluís I Gonzaga i va fer perdre als della Scala la majoria dels seus guanys recents: Venècia va conservar Treviso, el senyoriu de Carrara sobre Pàdua es va confirmar amb l'addició de Bassano i Castelbaldo, i Florència va rebre les ciutats de Buggiano, Pescia, Altopascio i Colle, però Lucca va romandre en mans veroneses. Com que Venècia no tenia cap interès a debilitar massa els della Scala en benefici dels Visconti, se'ls va permetre retenir Vicenza.
L'any 1343 Venècia va participar en la Croada d'Esmirna, però la seva participació es va suspendre quan els ciutadans de Zara es van revoltar el 1344, sol·licitant l'ajuda de Lluís I d'Hongria, que desitjava mantenir el control complet del regne de Croàcia, incloses les ciutats de Dalmàcia, i va llençar dues campanyes militars al sud de Croàcia, la primera el setembre de 1344, i la segona el juliol de 1345. Els venecians van decidir protegir els seus interessos a Dalmàcia i finalment van entrar a la ciutat el 21 de desembre de 1346, però el 1358 pel tractat de Zara va ser cedida a Hongria.
El 1369, la República de Venècia rebutja una ofensiva de Lluís I d'Hongria. El 1381, amb la mediació d'Amadeu VI de Savoia, les dues parts van firmar la Pau de Torí per posar final a la guerra de Chioggia sense donar avantatge formal ni a la República de Gènova ni a la República de Venècia, però va suposar el final de la seva llarga disputa i els vaixells genovesos no tornarien a navegar a l'Adriàtic després de la guerra. Els venecians es van veure obligats a lliurar l'illa de Tenedos a Amadeu VI de Savoia que destruiria les fortificacions de l'illa i evacuaria la seva població, impedint-ne l'ús en el futur com a base naval que amenaçava l'accés dels genovesos al mar Negre amb la seva estratègica situació prop dels Dardanels i van reiterar el seu reconeixement de la possessió hongaresa de Dalmàcia.
Venècia, incapaç d'evitar l'expansió de Francesco Novello da Carrara de Pàdua cap al Friül, es va aliar en març de 1385 amb Udine i en maig amb Antoni I della Scala de Verona i Vicenza, que aspirava a expandir el seu territori conquerint Pàdua, que havia perdut el suport del Regne d'Hongria, immers en lluites internes per la successió. Després de la batalla de Brentelle i la batalla de Castagnaro, Joan Galeàs Visconti va ampliar contínuament el seu estat, arribant a incloure parts del Vènet, Emília, Umbria i Toscana.
En el buit de poder produït per la mort l'any 1402 del duc de Milà Joan Galeàs Visconti, Francesco Novello da Carrara, aliat amb el seu nebot Nicolau III d'Este de Ferrara va intentar expandir-se al Vènet prenent ciutats controlades pels Visconti, La duquessa Caterina Visconti, regent del seu fill Joan Maria, va demanar ajuda al dux de Venècia Miquel Sten el març de 1404 prometent la cessió de Verona, ocupada pels Carrara, i Vicenza, aleshores assetjada. Venècia va fer una mobilització massiva de les seves capacitats militars i malgrat la dura resistència de padovans i ferraresos, la tardor de 1404 Venècia va assetjar Verona. La primavera de 1405, la posició carraressa va començar a deteriorar-se ràpidament i Nicolau III d'Este va retirar Ferrara de la guerra, El 22 de juny de 1405, Verona es va rebel·lar i es va rendir a l'exèrcit venecià. La mateixa Pàdua va caure finalment en mans dels venecians el 17 de novembre de 1405. Després de la victòria veneciana, els dominis de Carrara van ser incorporats a l'estat venecià iniciant l'expansió de Venècia a la Itàlia continental, mentre els membres de la família Carrara van ser executats.
Ladislau I de Nàpols, incapaç de retenir Hongria enfront Segimon I d'Hongria va vendre dels drets sobre la costa dàlmata als venecians el 1409 i els esforços venecians per assegurar el seu control van provocar la guerra hongareso-veneciana el 1411 quan Filippo Scolari, un exiliat florentí al servei de Segimon va envair el Friül entrant a Udine el 28 de setembre de 1411, després que Fantino Dandolo hagués demanat en va protecció a Ernest d'Habsburg, i el 30 de setembre va caure Cividale forçant la República a una negociació de pau, però els termes no foren acceptats per Venècia i la guerra es va reprendre per ambdós bàndols, i Carlo I Malatesta va poder derrotar Scolari a la batalla de Motta, tot i ser ferit de gravetat, havent de cedir la capitania general del l'exèrcit venecià al seu germà Pandolfo III Malatesta. Scolari va tornar a Hongria i els venecians van passar a l'ofensiva i assetjar Udine derrotant Scolari el 15 d'octubre de 1412 fins que foren expulsats per l'exèrcit dirigit per Sigismondo, que entre tant s'havia convertit en rei d'Alemanya, que va entrar a la ciutat el 13 de desembre de 1412. Després del fallit setge de Vicenza el 1412, que van delmar l'exèrcit hongarès, i l'avanç otomà als Balcans, la guerra es va cloure amb un tractat de pau de cinc anys signat el 1413, assegurant el control venecià de Dalmàcia.
El 1416 va derrotar els turcs a la batalla de Gal·lípoli, i assegurà per un segle el seu domini marítim, tot i l'expansió terrestre de l'Imperi Otomà. El mar Adriàtic va esdevenir el mare Veneziano, des de Corfú fins al riu Po, mentre les possessions del Stato di Mare arribaven a Xipre, Creta, Eubea, i a diverses illes del mar Egeu i nombrosos enclavaments en els Balcans, mentre les flotes venecianes mantenien actiu el comerç amb tota la Mediterrània, estenent la seva xarxa de contactes mercantils per tot Europa i Orient Mitjà, des d'Anglaterra fins a Egipte, i la mateixa ciutat de Venècia superava els 100.000 habitants, xifra elevadíssima per a l'època.
El 1418, mentre la majoria de les unitats hongareses lluitaven contra els otomans als Balcans, els venecians els van derrotar al mar i després van llançar una ofensiva terrestre contra el Friül, el cor del patriarcat d'Aquilea sota Taddeo d'Este i Filippo Arcelli, i les últimes terres aquileianes a Istria. Capodistria va ser atacada el 27 d'agost de 1418, Aquileia va ser saquejada i Cividale es va rendir el 13 de juliol de 1419, seguida de Sacile el 14 d'agost. Udine, capital del patriarcat, va resistir les tropes de Tristano Savorgnan fins el 7 de juny de 1420. Poc després van caure Gemona del Friuli, San Daniele, Venzone i Tolmezzo i s'acabà l'estat friülà.
La sol·licitud del papa d'ajuda al Felip Maria Visconti per expulsar els Bentivoglio de Romanya, l'aprofità el milanès per estendre's a Forlì en 1424 amb ajut gibel·lí provocant primera de les Guerres de Llombardia amb la intervenció de la República de Florència, que fou derrotada a la batalla de Zagonara. Florència va trobar aliances a Venècia, amb qui s'uní al 1426, el duc Amadeu VIII de Savoia, el marqués Nicolau III d'Este, el senyor de Màntua, i la ciutat de Siena. Després d'un llarg setge i de la destrucció de la flota ducal que duia aliments a la ciutat, els venecians van aconseguir conquistar Brèscia a principis de març de 1426, que va poder conservar en fer acordar-se el final de la guerra el desembre de 1424.
La pau de 1426 fou trencada per Milà a instàncies del rei romanogermànic. Els milanesos tingueren un èxit inicial en prendre Casalmaggiore. Niccolò Piccinino, el condottiero al servei de Felip Maria Visconti derrotà a Francesco Bussone da Carmagnola, el condottiero al servei de Venècia, al maig de 1427 a Gottolengo. Carmagnola, però, reconquistà Casalmaggiore al juliol, i això ho aprofità Orlando Pallavicino, senyor de diversos castells prop de Parma, per rebel·lar-se contra els Visconti, mentre que Amadeu VIII de Savoia i el marqués Joan Jaume de Montferrat envaïen Llombardia per l'est. Felip Maria Visconti va fer la pau amb Amadeu de Savoia acceptant la cessió de la província de Vercelli i casar-se amb la filla gran d'Amadeu, Maria però la derrota milanesa a la batala de Maclodio a l'octubre de 1427 i l'estancament de la situació per a Felip Maria Visconti, feu que signara la pau a Ferrara, l'abril de 1428. Un governador venecià s'establí a Bèrgam en 1428 i Cremona en 1429 i es reconegué la possessió de Brescia i el seu comtat per a Venècia. Els florentins recuperaren les fortificacions que havien perdut.

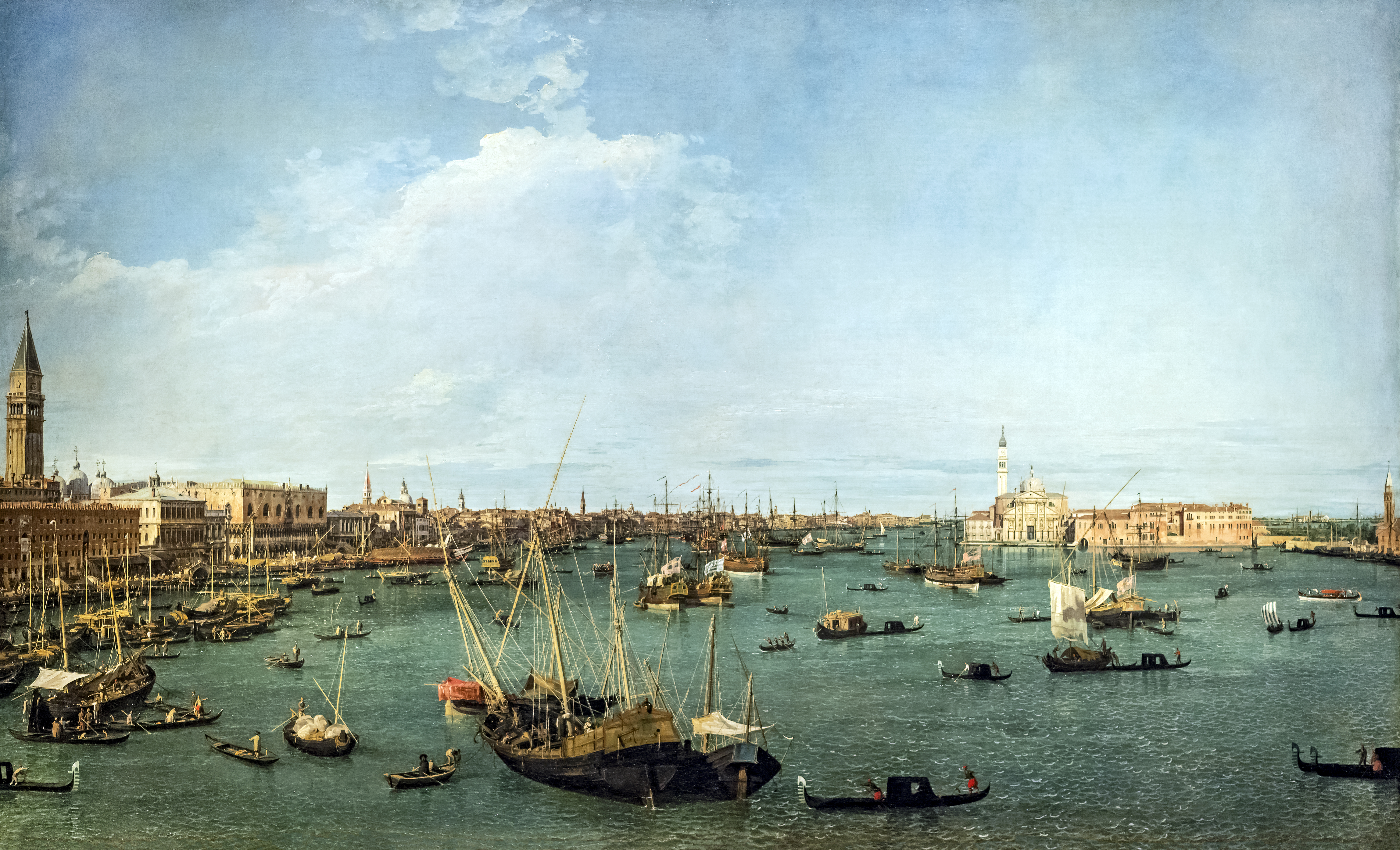
Venècia per Canaletto, 1738-1940

L'apogeu de Venècia va arribar al màxim a la primera meitat del segle xv, quan controlava la major part del Vènet, incloent-hi ciutats com Verona, Pàdua i Udine, Brescia i Bèrgam (anomenades col·lectivament el Stato di Terraferma), controlant una flota de gairebé 3.300 vaixells. La presa de Constantinoble pels turcs el 1453 va marcar el principi de la decadència veneciana, cosa que va propiciar un acord entre Milà i Venècia, que va acabar les guerres de Llombardia amb la pau de Lodi el 1454, a la qual després es van adherir Florència i Nàpols.
L'expansió naval de Portugal a la costa atlàntica africana i el descobriment d'Amèrica per Espanya van desplaçar l'atenció dels grans corrents comercials de la Mediterrània a l'oceà Atlàntic, de manera que el tràfic comercial venecià va començar a perdre importància a Europa, de manera lenta però inevitable. A més, Venècia es va veure obligada a sostenir una lluita esgotadora contra el jove Imperi Otomà, transformat ja en potència mundial. Encara que, en un inici, els mercaders venecians van mantenir davant de l'Imperi Otomà els privilegis atorgats pels romans d'Orient, la guerra es va fer inevitable a causa de l'expansió terrestre otomana a partir del 1470, que amenaçava els enclavaments comercials de Venècia, i finalment amb el tractat de Constantinoble varen cedir Negrepont i altres illes de l'Egeu, que ja havien caigut en mans otomanes, i la fortalesa albanesa de Scutari.
Més tard, el 1489, Caterina Cornaro, l'última reina de Xipre, es va veure obligada a abdicar i vendre l'illa de Xipre a Venècia el 1489.
L'expansió a Itàlia els va enfrontar amb els Estats Pontificis pel control de la Romanya. Per contrarestar la República de Venècia, el papa Juli II va reunir la lliga de Cambrai el 1508. S'hi trobaven Lluís XII de França, l'emperador Maximilià I d'Àustria, i Ferran II el Catòlic, i la lluita va culminar en l'aclaparadora derrota veneciana al maig de 1509 en la Batalla d'Agnadello, que va aturar per sempre tot intent venecià d'expansió a la península Itàlica. Després de la derrota, la república va mantenir la seva independència mitjançant cessions territorials a Espanya i Milà, i perquè la seva destrucció implicaria eliminar un potencial aliat contra l'Imperi Otomà. Malgrat aquesta crisi greu, encara a finals del segle xv Venècia tenia 180.000 habitants i era la segona ciutat més poblada d'Europa, només superada per París; tenia prop de 2,1 milions de súbdits repartits per les seves possessions, i era una de les urbs més riques del món.

### Decadència

Territoris venecians a Grècia al 1450

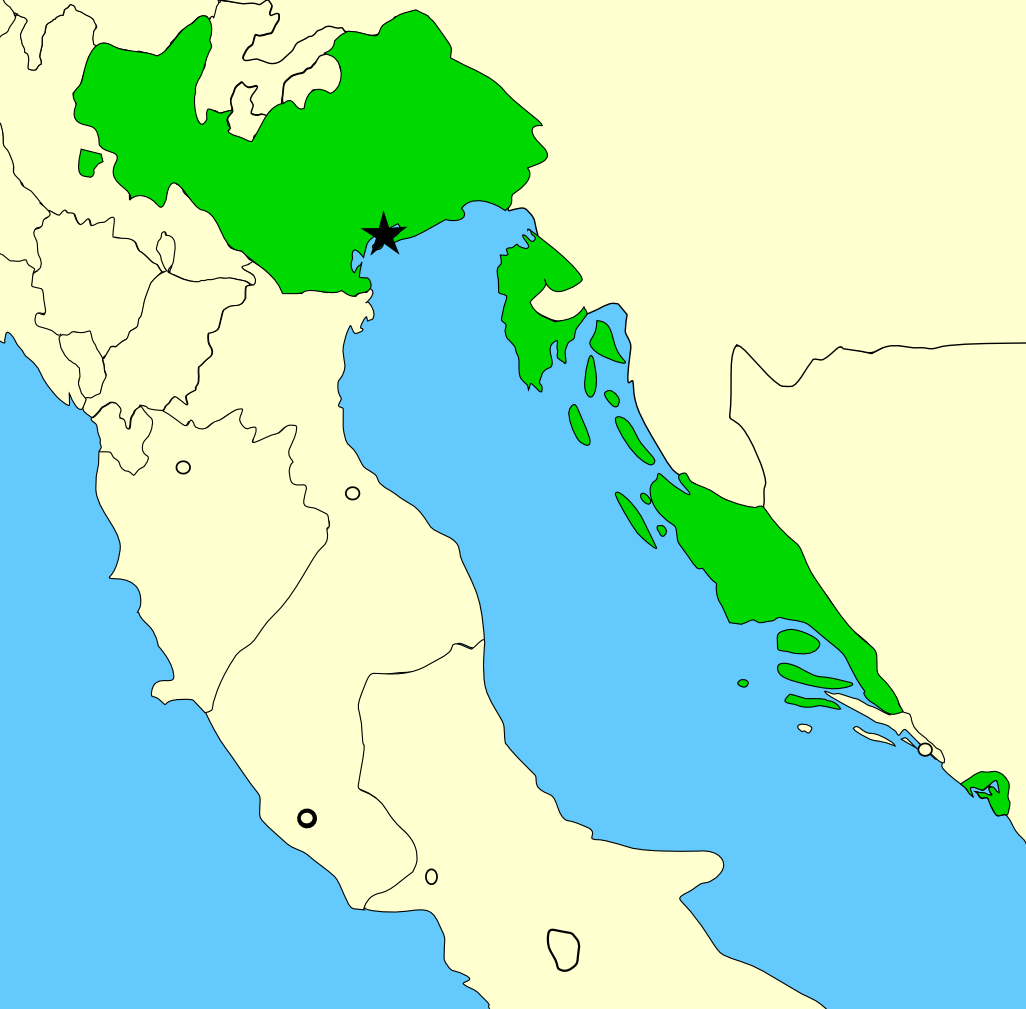
República de Venècia, 1796

Des del 1470, l'expansió de l'Imperi Otomà als Balcans va començar a preocupar els venecians; entre el 1499 i el 1503, una costosa guerra contra els turcs (que des del 1480 havien ja arribat a les costes de l'Adriàtic) només va acabar quan Venècia va cedir territoris mediterranis a l'Imperi Otomà.
El papa Juli II volia intentar minvar per la força la influència de la República de Venècia al nord d'Itàlia i per a aconseguir-ho va idear una aliança entre les principals potències europees, que es va constituir en la Lliga de Cambrai entre Lluís XII de França, el papa Juli II, l'emperador Maximilià I d'Àustria i Ferran el Catòlic. Després de derrotar l'exèrcit venecià a la batalla d'Agnadello, van envair el Vènet i van marxar sobre Venècia; tanmateix, van ser derrotats per Bartolomeo d'Alviano al setge de Pàdua. Els venecians van iniciar una campanya de contraofensiva, recuperant una gran part del Vènet però patint una derrota a la batalla de Polesella. El 1510, el papa Juli II va abandonar la Lliga i es va aliar amb els venecians contra França, després d'haver sospitat de les ambicions franceses a Itàlia. La Lliga de Cambrai es va dissoldre efectivament l'any següent, quan Espanya i el Sacre Imperi Romanogermànic també van abandonar la Lliga per unir-se a les forces venecianes i papals en una nova aliança multinacional anomenada la Lliga Santa, que va eliminar el govern republicà i va reimposar els Mèdici a Florència. El 1512 Venècia abandonà aquesta aliança a favor d'una altra amb França. Sota la direcció de Francesc I de França, que havia succeït Lluís en el tron, francesos i venecians pogueren imposar-se gràcies a la seva victòria a la batalla de Marignano el 1515, cosa que va desfer la Lliga Santa; el nou papa Lleó X va renunciar a la idea de situar Maximilià Sforza al tron ducat de Milà. Mitjançant els tractats de Noyon el 13 d'agost de 1516 i Brussel·les, Maximilià I va lliurar la totalitat del nord d'Itàlia a França i Venècia, i així el mapa d'Itàlia va tornar essencialment a l'statu quo de 1508.
El 1538, els venecians van ser de nou vençuts en combat per la flota otomana a Preveza i això va confirmar el predomini naval de Turquia a la Mediterrània oriental, coincidint amb l'apogeu de l'Imperi Otomà. El 1570, Xipre va patir la invasió turca, i un any després els venecians abandonaven l'illa, en no poder aturar la invasió otomana. L'aliança de les flotes veneciana, papal i espanyola, tot i que va vèncer els turcs en la batalla de Lepant del 1571, no va aconseguir recuperar aquests territoris, en part perquè tot i que Espanya veia un potencial aliat mediterrani en Venècia, no estava disposada a sostenir amb tropes espanyoles una nova expansió colonial veneciana.
Havent ja acceptat la supremacia naval turca, Venècia es va esforçar a mantenir la seva activitat comercial al llarg del segle xvii, observant una acurada neutralitat cap als seus veïns més poderosos: Espanya, l'Imperi Otomà, i França. Venècia va quedar eclipsada econòmicament per la riquesa d'Espanya i el seu imperi colonial, així com per la gran expansió comercial ultramarina d'Anglaterra i els Països Baixos, basada en les rutes ultramarines de l'oceà Atlàntic que disminueixen greument la influència comercial de Venècia, reduïda a un Mediterrani menys ric i on ha de rivalitzar amb altres grans poders.
La decadència veneciana es confirma quan Turquia inicia la invasió de Creta el 1645, amenaçant l'última gran colònia veneciana. Tropes otomanes van acabar de conquerir Creta el 1669, després d'una costosa guerra de 25 anys en què Venècia només va quedar en possessió de petits enclavaments balcànics. Venècia es va llançar a una nova guerra contra l'Imperi Otomà el 1684, aliada amb Àustria i Rússia, intentant recuperar les possessions perdudes; en aquesta situació, tropes venecianes conqueriren el Peloponès i Atenes. La guerra va acabar el 1699 amb el tractat de Karlowitz que afavoreix àmpliament Àustria i Rússia en perjudici de Turquia i reconeix les conquestes de Venècia, però no li dona a aquesta els ports mediterranis tan necessaris per al seu comerç.
Cap al segle xviii, la Sereníssima República no era més que una pàl·lida ombra del que va ser; el comerç a la Mediterrània era ara compartit amb Gènova i Livorno (que es trobaven sota protecció espanyola i estaven, per això, menys exposades a atacs otomans), mentre que el 1719 Àustria declarava la seva possessió de Trieste com a port lliure i així evitava la intermediació mercantil veneciana; tanta competència comercial va reduir encara més les fonts de riquesa de la república. Una altra guerra en aliança amb Àustria i contra Turquia el 1714-1718 va acabar amb la pau de Passarowitz, que va significar la pèrdua total del Peloponès a canvi de minúscules conquestes a Albània i Dalmàcia, beneficiant novament Àustria com a nova gran potència en detriment de l'Imperi Otomà.
La decadència de Venècia es va fer més greu al llarg del segle xviii, mentre l'aristocràcia veneciana es mantenia en el govern com un nucli tancat que impedia a la burgesia l'ascens social, fins i tot prohibint la compra de la qualitat de patrici: en aquesta època, la política es trobava completament dominada per famílies antigues de l'aristocràcia com els Bragadin, Dandolo, i Mocenigo. Mentrestant, augmenta el nombre d'aristòcrates empobrits (els barnaboti), que es converteixen en una costosa càrrega financera per al govern en tant que reben una pensió estatal per subsistir, ja que al segle xviii Venècia no té comerç extern ni expansió colonial on aquests aristòcrates puguin crear riquesa; més encara, quan com a aristòcrates menyspreen treballar en ocupacions de burgesos. No obstant això, la decadència accelerada deixa pas a la vitalitat cultural que sí que emergeix amb els burgesos Antonio Vivaldi (música), Giovanni Battista Tiepolo (pintura), i Carlo Goldoni (teatre).
Sense poder enfrontar amb èxit els seus nous competidors en el comerç del Mediterrani (i en el mateix Adriàtic), sense indústria de gran mida, i sense colònies riques que sostinguin l'Estat, la República troba un nou filó de riquesa en la loteria i els jocs d'atzar, així com en la prostitució, atraient a Venècia visitants adinerats de tot Europa. El 1797, s'arriben a comptar fins a 176 casinos legals a la capital, mentre les festivitats (incloent-hi els carnestoltes) se succeeixen al llarg de l'any gairebé sense descans.
En la pràctica, les atraccions turístiques del joc i el meretrici eren la font de gairebé l'únic ingrés regular que percebia el fisc venecià des del 1750. En contrast, la flota comercial veneciana estava formada el 1792 només per 309 navilis, menys de la desena part del que era en el seu apogeu tres segles abans.
Malgrat el veloç empobriment i el deteriorament de l'economia, Venècia continuava dominant part del litoral adriàtic i algunes de les Illes Jòniques, però aquestes possessions eren només una ombra de l'antic poder venecià, ara minúscul davant Àustria. Els intents de reforma del 1760 i 1774 van fracassar per l'oposició de l'oligarquia a permetre la renovació dels seus quadres o obrir les portes a burgesos adinerats; fins i tot, el 1784, el patrici Andrea Tron lamentava que el capital fos usat per a sustentar extravagàncies, espectacles, vicis i diversions en comptes de sustentar el comerç. L'últim dux, Ludovico Manin, va ser elegit el 1789, tot i ser de noblesa recent en tant que era un dels pocs aristòcrates que encara podia donar diners a l'Estat per resoldre les més urgents despeses oficials.

## Extinció de la República
El 1795 (any IV), el Directori va decidir que els exèrcits del general Jourdan i Moreau anirien a lluitar contra els austríacs al Main i al Danubi, mentre que Napoleó Bonaparte, nomenat comandant en cap de l'exèrcit d'Itàlia el 2 de març de 1796 (12 ventôse Any IV), atacaria els austro-sards a la vall del Po. L'exèrcit d'Itàli, mal equipat i mal alimentat, tenia la missió a superar les forces austríaques a Llombardia i la "influència" o "rescat" dels estats italians, en particular la República de Gènova, per a grans subsidis la intenció de fer front a la crisi dels assignats. L'exèrcit italià, dirigit pel general Bonaparte, va derrotar successivament a set exèrcits sards i austríacs. De 1796 a 1797, conquerí Itàlia i l'Imperi austríac hagué d'abandonar no només Itàlia, sinó també el marge esquerre del Rin, on els austríacs són, no obstant això, guanyaven. Les victòries de Bonaparte van empènyer al Regne de Sardenya, després a Àustria, a retirar-se de la Primera Coalició, amb la qual cosa es va dissoldre.
El març del 1797, el territori de Venècia va ser envaït per les tropes de Napoleó Bonaparte, tant per terra com per mar; les ciutats del Stato di Terraferma es van rendir ràpidament davant la superioritat numèrica francesa, mentre que la flota de guerra veneciana estava formada per només 11 vaixells útils, però incapaços de resistir. El govern va afrontar a l'abril un ultimàtum de Napoleó Bonaparte mentre que, a inicis de maig, les tropes franceses acabaven d'ocupar el Stato di Terraferma gairebé sense lluita, i només faltava ocupar la capital mateixa. El Gran Consell es va reunir finalment el 12 de maig per dissoldre i instaurar un "govern representatiu" seguint el model francès, però quatre dies després tropes franceses van prendre l'urbs sense que les tropes venecianes oposessin la menor resistència, i s'extingí definitivament la república. Després de la signatura del Tractat de Campo Formio, a l'octubre del mateix any, es va repartir el territori de Venècia entre França i Àustria. Amb l'entrada de les tropes austríaques a Milà crearen un nou estat satèl·lit, el Regne Llombardovènet.
El 1866, el Vèneto i Venècia es van incorporar al Regne d'Itàlia després de la Tercera guerra de la independència italiana mitjançant la signatura del Tractat de Viena.

## El govern de la República

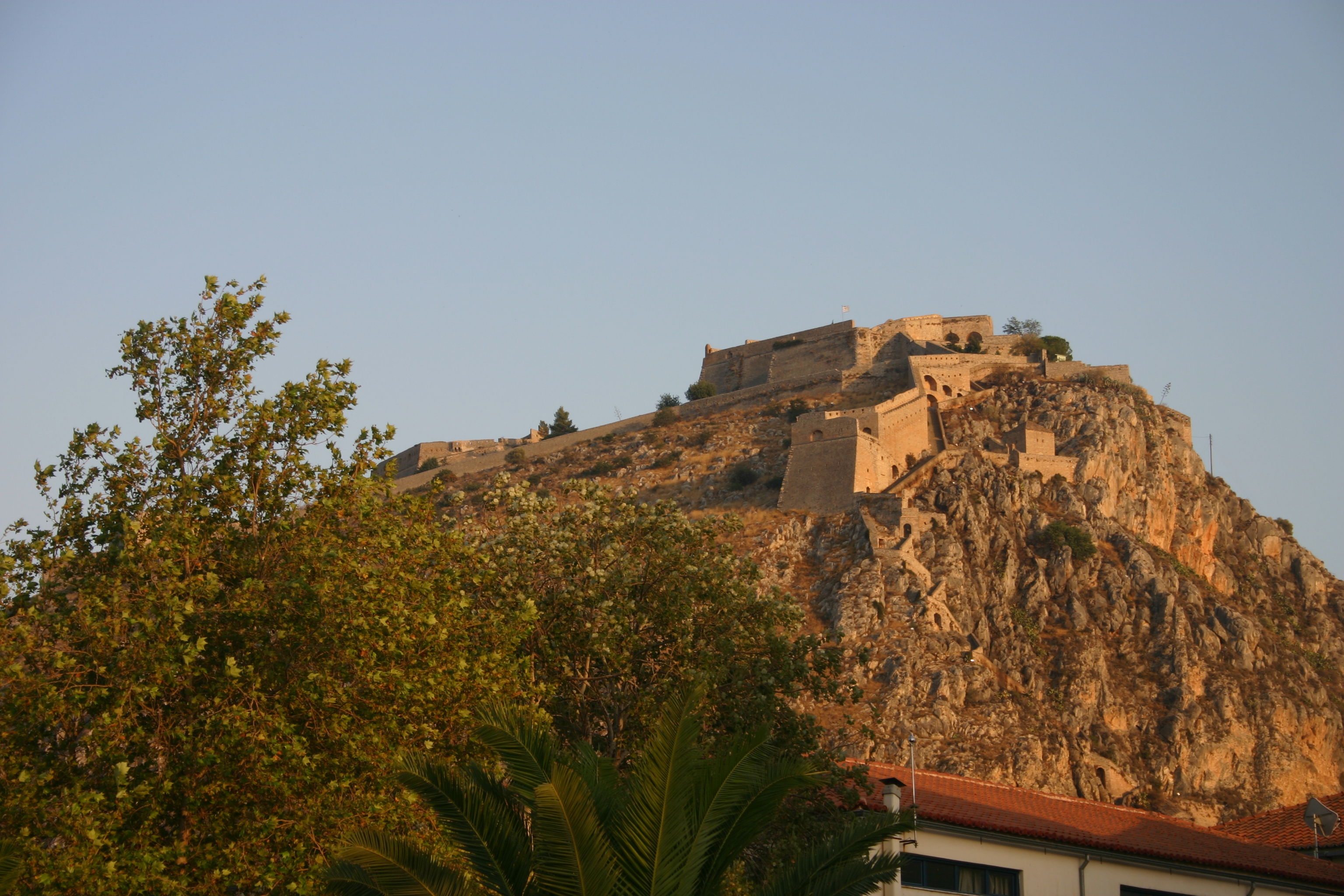
Fortalesa veneciana a Grècia. Per defensar la ruta comercial d'Orient, Venècia va construir moltes fortificacions al Mediterrani oriental

Des del primer moment, l'organització de la República de Venècia es va esforçar per evitar que una sola persona reunís tot el poder. D'aquesta manera, la funció suprema que assumia el dux va quedar de seguida sotmesa a la vigilància de diversos consells. El Consell Major o Gran Consell (Maggior Consiglio) elaborava les lleis, el senat s'encarregava de la política exterior i dels assumptes militars i econòmics. Un altre organisme, El consell dels deu, garantia la seguretat de l'estat i disposava d'un cos de policia.
L'organització política republicana es va anar fent més complexa a mesura que creixia la influència econòmica i política de Venècia en el mar Mediterrani i s'havia d'enfrontar a altres potències comercials. En els primers anys de la República, el sistema polític de govern estava constituït per una autocràcia, amb el dux com a dictador gairebé absolut. Aquest títol va començar a utilitzar-se quan la ciutat de Venècia estava subjecta a la sobirania de l'Imperi Romà d'Orient, i es feu permanent després que la ciutat aconseguís la seva independència respecte a Constantinoble.
D'acord amb la tradició veneciana, el primer dux va ser Pauluci Anafest, elegit per al càrrec l'any 697. El dux era triat de per vida per al càrrec, amb un complicat sistema d'inspiració romana d'Orient. Tradicionalment, des del 697, cada dux havia associat a les funcions de govern un fill o un altre familiar, però ràpidament aquest costum va ser prohibit per llei; el 1172, es va establir l'elecció del dux per un conjunt de 40 (després 41) ciutadans, elegits a l'atzar.
El 1268, es va fixar el sistema electoral vigent fins a l'extinció de la república el 1797, que consistia en una sèrie de quatre eleccions; cadascuna era seguida d'un sorteig entre els ciutadans elegits, eliminant successivament electors i designant-ne de nous, fins que en el quart sorteig es formava el grup de 41 patricis que finalment seleccionaven el dux. Tan complex sistema buscava evitar la influència de les famílies més riques i impedir que alguna d'aquestes (vigilada de prop per altres famílies del mateix poder i riquesa) intentés crear una dinastia.
Des del 1148, els poders del dux van ser limitats per la Promissione Ducale, un compromís assumit pel dux en el moment del seu nomenament. Com a resultat d'això, el poder va ser compartit amb el Gran Consell o Consell Major, compost per 480 membres elegits de determinades famílies de la noblesa, per tal que "el dux no pogués fer res sense el Consell Major i el Consell Major no podia fer res sense ell".
Al segle xii, les famílies aristocràtiques del Rialto van disminuir de manera encara més dràstica el poder del dux amb l'establiment del Consell menor (creat el 1175), compost per sis membres assessors del dux i la Quarantia (creada el 1179) com a Tribunal Suprem.
El 1223, aquestes dues institucions es van combinar en la Signoria, que estava formada pel dux, el Consell Menor i els tres dirigents de la Quarantia. La Signoria era l'òrgan central de govern, que representava la continuïtat de la República, com es mostra en l'expressió: "si è morto il Doge, non la Signoria" ("encara que el dux estigui mort, no la Signoria").
També es van crear dos òrgans anomenats sapientes, que es convertirien posteriorment en sis. La combinació de sapientes i alguns altres grups va ser anomenat un Collegio, que formava un poder executiu.
El 1229, es va instituir el Consiglio dei Pregadi, comunament denominat el senat, compost per 60 membres elegits pel Consell Major, des del qual es dirigia la política exterior i l'elecció d'ambaixadors. Aquests esdeveniments van deixar el dux amb un poder personal molt reduït i va veure com l'autoritat era exercida bàsicament pel Consell Major, que constituïa un parlament extremadament limitat, en què només estaven autoritzats a participar els membres de les grans famílies aristocràtiques de la República.
Venècia afirmava que el seu govern era una "república clàssica" 
perquè era la combinació de les tres formes bàsiques presents: el poder real en el dux, l'aristocràcia al senat, i el poder democràtic en el Consell Major. Això no obstant, la investidura del dux gairebé sempre va recaure en un membre de les famílies més adinerades de Venècia, ja que la possessió d'aquest càrrec obligava el titular a finançar nombrosíssimes despeses (festes populars, cerimònies luxoses, festes del carnestoltes, regals de diners a aristòcrates arruïnats) que només una persona molt rica podia sostenir.
El 10 de juliol de 1310, es va establir el Consell dels deu, organització semblant a una policia secreta de l'estat, que es va fer molt poderós i va esdevenir l'eix central de la política veneciana. Va ser introduït de manera provisional, com a reacció a la revolta promoguda per Bajamonte Tiepolo contra la clausura del Consell Major. Li van ser assignats poders d'emergència per lluitar contra la revolta i, encara que originalment es va establir per un període de dos mesos, la seva autoritat va ser renovada de manera contínua, fins que va esdevenir un òrgan de caràcter permanent el 1334. Al voltant de 1600, la seva dominació sobre el Gran Consell va ser considerada una amenaça i va ser reduït el seu poder.
El 1454, el Tribunal Suprem dels tres inquisidors va ser establert per guardar la seguretat de la República. Per mitjà de l'espionatge, el contraespionatge, i una xarxa d'informadors que espiava pràcticament tots els habitants de la república, va impedir que Venècia caigués sota el poder d'un senyor absolut (Signore), com moltes altres ciutats italianes de l'època a causa de la mútua vigilància exercida entre els aristòcrates poderosos. Un dels inquisidors, popularment conegut com Il Rosso ("El Vermell") a causa de la seva túnica escarlata, era escollit pels consellers del dux; dos, coneguts popularment com a I Neri ("els negres", per la seva túnica negra) eren escollits pel Consell dels deu. El Tribunal Suprem va assumir gradualment algun dels poders del Consell dels Deu.
Si bé el sistema evitava la creació d'una dinastia familiar, també concentrava el poder efectiu en poques famílies com els Contarini, Bragadin, Giustinian, Mocenigo, Pisan, Foscarini, Loredan, que van mantenir la seva riquesa fins als últims dies de la república, al mateix temps que altres aristòcrates (els anomenats barnaboti) s'empobrien a causa del declivi del poder venecià, però conservaven els seus drets de vot en el Gran Consell, que estava al seu torn vedat als burgesos més adinerats.
El 1556, els provveditori ai beni inculti van ser també creats amb la finalitat de millorar l'agricultura per increment de l'àrea de cultiu en les possessions continentals de Venècia (pràcticament, tota l'actual regió del Vèneto) i estimular les inversions privades en el desenvolupament agrícola. La pujada de preus del gra durant el segle xvi va estimular la transferència de capital del comerç cap a la terra més encara, ja que les guerres de Venècia amb l'Imperi Otomà van accelerar la decadència comercial de la República, i el centre efectiu de poder (i amb això, el tràfic mercantil més lucratiu) es traslladava fora de la conca del mar Mediterrani.